# Барятіно (Данковський район)
Барятіно, Барятино (рос. Барятино) — село Данковського району Липецької області Росії. Адміністративний центр однойменної сільської ради.

## Топонім

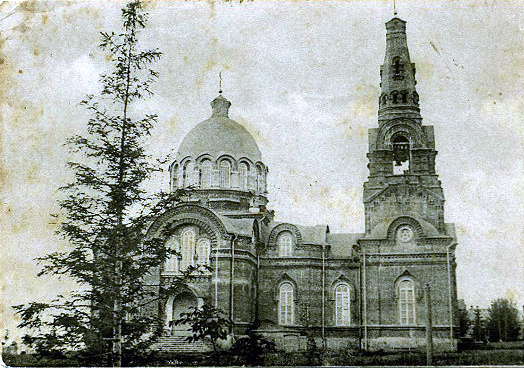
Барятинський Софійський жіночий монастир. 1900-і роки

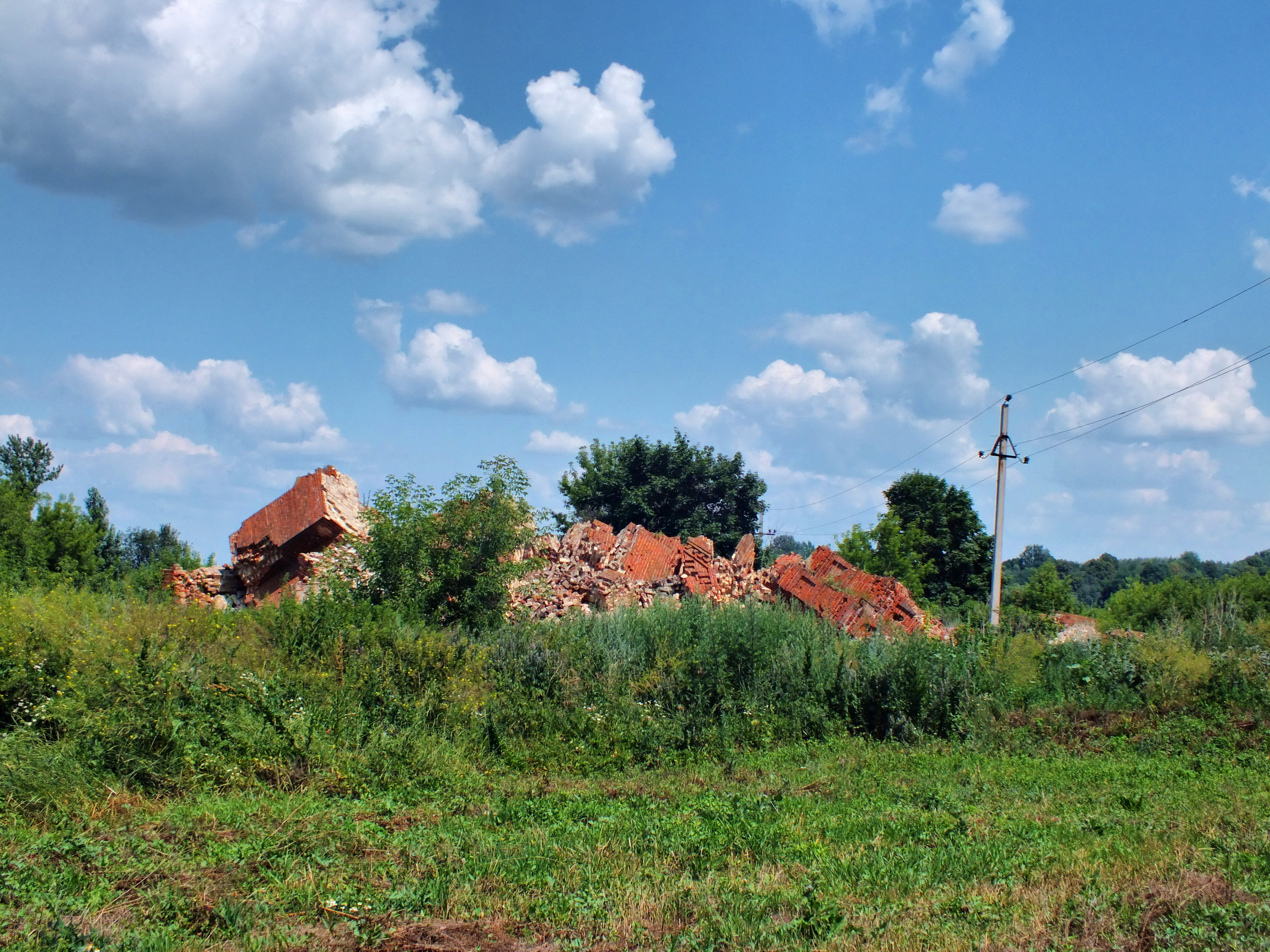
Руїни дзвіниці Софійського собору жіночого монастиря

Первісна назва села Архангельське, за назвою церкви. Нинішня назва село за його колишніми власниками — князями Барятинськими-Нащокіними.

## Географія
Барятіно розташоване на річці В'язовня, за 28 км від райцентру міста Данков, та за 99 км від обласного центру міста Липецьк, до Москви — 278 кілометрів.

## Клімат
Клімат села помірно континентальний з чітко вираженою сезонністю. Характерні ознаки клімату: тепле літо, помірно холодна зі стійким сніговим покривом зима і добре виражені, але менш тривалі перехідні періоди — навесні та восени.

## Історія
Село засноване на початку XVII століття. У 1624 році в селі була побудована та освячена дерев'яна церква на честь Михайла Архангела. Під час володіння селом князями Барятинськими-Нащокіними, у 1791 році, замість дерев'яної церкви була збудована мурована, яка діяла до 1930-х років.
У другій половині XVIIII століття землі села входити у фамільні володіння князів Муромцевих. У 1900 році в селі був побудований жіночий монастир, знищений після 1917 року, настоятелькою якого стала Софія Муромцева (Голіцина).

## Населення
| 2002 | 2010 |
| 519  | ↘425 |